# Palmares (tổng)
Palmares là một tổng trong tỉnh Alajuela, Costa Rica. Tổng này có diện tích 38,06 km², dân số năm 2008 là 33401 người..